# Lista de filmes portugueses de 1975
Lista de filmes portugueses de longa-metragem lançados comercialmente em Portugal em 1975, nas salas de cinema.
Notas: Na secção coprodução, passando o cursor sobre a bandeira aparecerá o nome do país correspondente.
| # | Filme                   | Realização            | Género | Estreia         | Coprodução |
| - | ----------------------- | --------------------- | ------ | --------------- | ---------- |
| 1 | Benilde ou a Virgem Mãe | Manoel de Oliveira    | Drama  | 21 de novembro  | —          |
| 2 | Brandos Costumes        | Alberto Seixas Santos | Drama  | 18 de setembro  | —          |
| 3 | Cartas na Mesa          | Rogério Ceitil        | Drama  | 6 de janeiro    | —          |
| 4 | Índia                   | António Faria         | Drama  | 14 de fevereiro | —          |